# Індіан-Гіллс (Нью-Мексико)
Індіан-Гіллс (англ. Indian Hills) — переписна місцевість (CDP) в США, в окрузі Торренс штату Нью-Мексико. Населення — 947 осіб (2020).

## Географія
Індіан-Гіллс розташований за координатами 34°58′59″ пн. ш. 106°8′23″ зх. д. / 34.98306° пн. ш. 106.13972° зх. д. (34.983176, -106.139752).  За даними Бюро перепису населення США в 2010 році переписна місцевість мала площу 14,80 км², уся площа — суходіл.

## Демографія
Згідно з переписом 2010 року, у переписній місцевості мешкали 892 особи в 348 домогосподарствах у складі 239 родин. Густота населення становила 60 осіб/км².  Було 419 помешкань (28/км²).
Расовий склад населення:
| - 74,4 % — білих - 1,3 % — чорних або афроамериканців - 1,2 % — корінних американців - 0,2 % — азіатів - 18,2 % — осіб інших рас |

До двох чи більше рас належало 4,6 %. Частка іспаномовних становила 33,3 % від усіх жителів.
За віковим діапазоном населення розподілялося таким чином: 23,2 % — особи молодші 18 років, 67,3 % — особи у віці 18—64 років, 9,5 % — особи у віці 65 років та старші. Медіана віку мешканця становила 42,9 року. На 100 осіб жіночої статі у переписній місцевості припадало 105,5 чоловіків;  на 100 жінок у віці від 18 років та старших — 109,5 чоловіків також старших 18 років.
Середній дохід на одне домашнє господарство  становив 37 606 доларів США (медіана — 34 167), а середній дохід на одну сім'ю — 47 401 долар (медіана — 44 050). За межею бідності перебувало 48,6 % осіб, у тому числі 57,7 % дітей у віці до 18 років та 0,0 % осіб у віці 65 років та старших.
Цивільне працевлаштоване населення становило 420 осіб. Основні галузі зайнятості: роздрібна торгівля — 24,8 %, освіта, охорона здоров'я та соціальна допомога — 11,4 %, будівництво — 11,0 %.